# Fredens år
1986 utropades till Fredens år av FN. Förslaget hade tagits av FN:s ekonomiska och sociala råd.
När året var över visade det sig att rustningskostnaderna i världen stigit under året, från 100 miljarder amerikanska dollar till 900 miljarder amerikanska dollar.

### Fotnoter
1. ↑  "International Year of Peace" United Nations resolution, November 16, 1992. läst här. Hämtdatu,: 18 september 2012.
2. ↑  ”Dagboken”. Kristianstadsbladet. 28 november 2006. https://www.kristianstadsbladet.se/familj/dagboken-98/. Läst 8 mars 2014.